# Schokoladisten

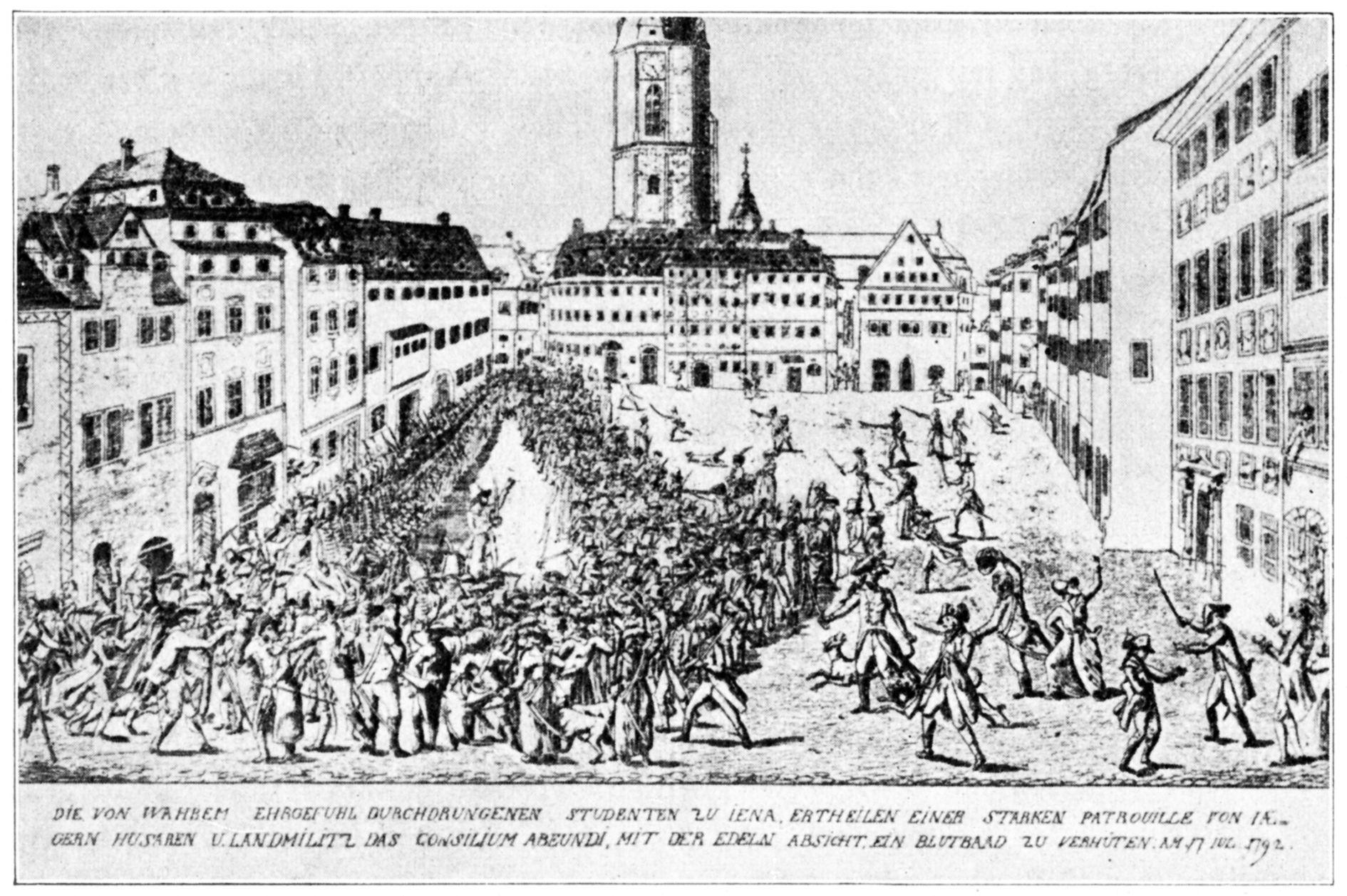
Tumulte zwischen Studenten und Soldaten im Zuge der Schokoladisten-Unruhen (Stich von 1792). Bildunterschrift: „Die vom wahren Ehrgefühl durchdrungenen Studenten in Jena ertheilen einer starken Patrouille von Jägern, Husaren und Landmiliz das Consilium Abeundi mit der edlen Absicht, ein Blutbad zu verhindern. Am 17. Juli 1792.“

Die Schokoladisten (auch Chokoladisten oder Chokoladenbrüder) waren eine gegen das Duellwesen gerichtete studentische Bewegung am Ende des 18. Jahrhunderts. Die Bezeichnung erscheint zuerst 1791 in Jena, als bei einigen Studenten Unmut über die Pflicht zur Satisfaktion aufkam.
Sehr schnell erhielt diese Vereinigung von den übrigen Studenten den Namen Schokoladisten, da sie „alle Streitigkeiten bei einer Tasse Chokoladen schlichten“ wollten. Der Ausdruck wurde von schlagenden Korporationen später gelegentlich auf alle Duellgegner übertragen.

## Ursprung und Entwicklung
Als ein möglicher Urheber der Schokoladisten gilt Heinrich Stephani, der als Privatgelehrter einen adligen Studenten nach Jena begleitete und dort für die Einrichtung eines Ehrengerichtes agitierte, das die Beilegung von Streitigkeiten ohne Duell ermöglichen sollte. Diese Idee verfocht er als Vertreter einer rationalen, Kantischen Philosophie unter dem Eindruck der Französischen Revolution, die mit der Beseitigung des Adels auch das Duell verbot. Stephani gab an, er habe „seine Ideen über die Abschaffung der Duelle zuerst in einem kleinen Kreise vorgetragen, Anklang und bald 300 Anhänger in der Studentenschaft gefunden“.
Diese „Ehrengerichtsbewegung“ wurde durch Eingaben an die Universitätsbehörden, die Regierung Sachsen-Weimars und durch Anzeigen in Zeitungen propagandistisch sehr aktiv. Die Angaben über ihren zeitweiligen Einfluss und ihre Mitgliederstärke werden jedoch auf der Basis der Selbsteinschätzung und Agitation Stephanis kontrovers gesehen; sicher ist die Angabe von 300 Mitgliedern bei der damaligen Gesamtstudentenzahl deutlich übertrieben. Trotz brieflicher Aufrufe der Schokoladisten an fast alle deutschen Universitäten, es ihnen gleichzutun, gewann die Bewegung nicht an Einfluss. Es kam schließlich zu Protesten der Gegner, woraufhin ein Teil der Agitatoren der Schokoladisten von der Universität verwiesen wurde.
Die anfängliche Reaktion der Studentenschaft war nicht ablehnend, die Ehrengerichtsbewegung scheiterte jedoch an den von ihr vorgeschlagenen, sehr strengen Bestimmungen zur Verhinderung jeglicher Tätlichkeiten zwischen Studenten. In jedem Fall der Ehrverletzung forderte die ausgearbeitete Satzung „Abbitte“. Jeder Verstoß sollte mit Relegation bestraft und ein Ehrverruf ausgesprochen werden. Diese Strafe sollte auch für die Durchführung von Duellen oder für tätliche Angriffe angewendet werden; für die Durchsetzung der Sanktionen sollte die Landesregierung zuständig sein.
Johann Wolfgang von Goethe, der die Eingaben der Schokoladisten als Staatsminister dem Herzog von Sachsen-Weimar unterbreitete und ein Gutachten über die Schokoladisten anfertigte, stand der sehr rigiden Abfassung der Ehrengerichtsordnung eher ablehnend gegenüber. Er bemerkte: „es sei eine Maxime der Regierungsklugheit: die Menschen nicht so zu behandeln, wie sie sein sollten, sondern wie sie wirklich sind.“

## Niedergang der Schokoladisten
Die Schokoladisten erregten ab 1792 in den studentischen Orden der Constantisten erheblichen Unmut, da sie bei ihrer Werbung für die Ehrengerichtsordnung auch unehrenhafte oder verleumdende Mittel nicht scheuten. Der Verrat verbotener Duelle durch den Schokoladisten Polizio an den Prorektor Johann August Heinrich Ulrich (1746–1813), der ebenfalls ein offener Anhänger der Schokoladisten war, führte zum Ausschluss von fünf Studenten der Constantisten; die Urheber des Verrates sah die Studentenschaft in den Reihen der Ehrengerichtsbewegung. Als am 10. Juni 1792 die ungarische Landsmannschaft zu Jena das Krönungsfest Franz’ II. auf dem Marktplatz feierte, ertönte der Ruf „Pereant die Chocoladisten!“ (lat. pereant: sie mögen untergehen). Von den etwa 600 versammelten Studenten zogen 60 bis 70 zum Gartenhaus des Prorektors, um es zu zerstören. Danach liefen sie zur Wohnung Polizios, der sich daraufhin in einem Kleiderschrank versteckte, aber mit Säbelstichen herausgetrieben wurde und aus dem Fenster sprang. Auf der Straße wurde er von der restlichen Menge abgepasst, nackt durch die Straßen getrieben und ihm auf Knien ein Eid auf Verschwiegenheit abgefordert.
Diese anhaltenden Schokoladisten-Unruhen führten zum Einmarsch herzoglicher Truppen am 14. Juli 1792, um die Ordnung wiederherzustellen. Die Studentenschaft nahm ihrerseits diese Bedrohung der akademischen Freiheit zum erneuten Anlass, um nun gegen die Soldaten vorzugehen und bei Verhaftungen einzelner Studenten mit dem Ruf „Burschen heraus!“ mit den Waffen die verhaftenden Soldaten anzugreifen. Die Auseinandersetzungen erfuhren am 17. Juli mit einer bewaffneten Auseinandersetzung zwischen Soldaten und Studenten auf dem Jenaer Marktplatz ihren Höhepunkt. Am 19. Juli 1792 kam es zum Höhepunkt der Krise, die Studentenschaft verließ die Stadt zum Auszug nach Nohra und setzte damit die Bürger Jenas und die Universität unter Druck. Die Truppen des Herzogs waren diesem Druck unterlegen, und nach Verhandlungen mit der Studentenschaft zogen die Truppen unter „Gejohle der Studentenschaft“ (Fabricius) aus der Universitätsstadt wieder ab.
Erst um die Mitte des 19. Jahrhunderts lebte der Gedanke einer Ablehnung von Duell und Mensur erneut in der Studentenschaft auf. Die Argumentation hierfür war jedoch keine revolutionär-rationalistische wie bei den Schokoladisten, sondern zunächst eine moralische, die aus christlichen Studentenkreisen des Neupietismus erwuchs. Die älteste Gruppierung, die dauerhaft die Ablehnung des Duellwesens in der Studentenschaft verankerte, war ab etwa 1840 der Wingolf. Dessen Ablehnung seitens der schlagenden Korporationen wurde bis in das frühe Kaiserreich hinein dadurch geäußert, dass man die ersten nichtschlagenden Verbindungen abwertend als „Schokoladisten“ bezeichnete.